# Los Martínez, San Miguel de Allende
Los Martínez är en ort i Mexiko.   Den ligger i kommunen San Miguel de Allende och delstaten Guanajuato, i den centrala delen av landet, 240 km nordväst om huvudstaden Mexico City. Los Martínez ligger 1 841 meter över havet och antalet invånare är 189.
Terrängen runt Los Martínez är kuperad åt sydväst, men åt nordost är den platt. Los Martínez ligger nere i en dal. Runt Los Martínez är det ganska tätbefolkat, med 134 invånare per kvadratkilometer. Närmaste större samhälle är San Miguel de Allende, 14,7 km nordost om Los Martínez. I omgivningarna runt Los Martínez växer huvudsakligen savannskog.